# The Maniac Cook

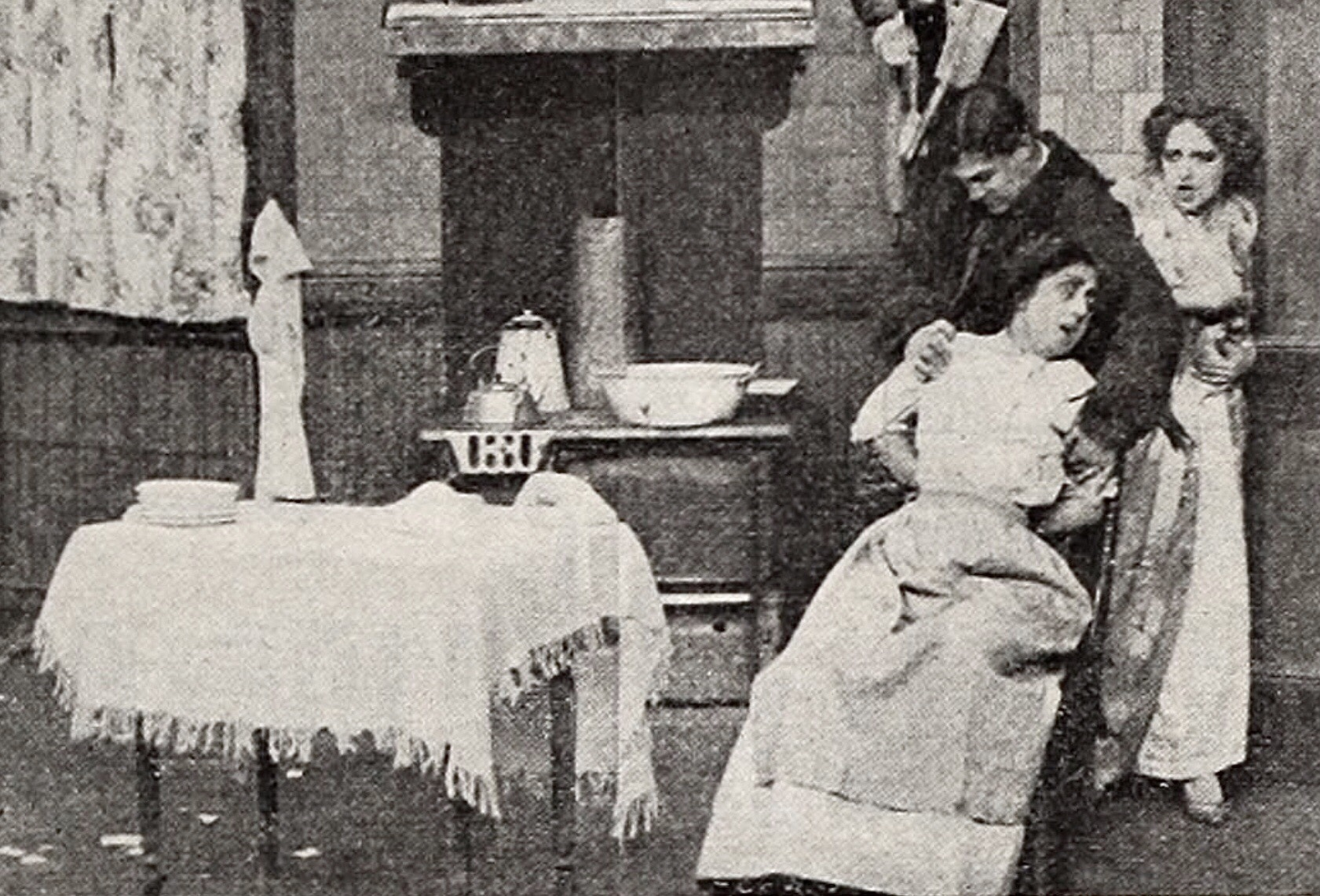
Scène avec les acteurs (de gauche à droite) : Anita Hendrie, Harry Solter et Marion Leonard

Pour les articles homonymes, voir Maniac.

The Maniac Cook est un film muet américain réalisé par D. W. Griffith, sorti en 1909.

## Synopsis
Une cuisinière devenue folle essaye de tuer l'enfant de la famille dont elle est l'employée.

## Fiche technique
- Titre : The Maniac Cook
- Réalisation et scénario : D. W. Griffith
- Société de production et de distribution : American Mutoscope and Biograph Company[1]
- Photographie : G. W. Bitzer
- Pays de production :  États-Unis
- Format[2] : Noir et blanc - Muet - 1,33:1 ou 1,37:1[3] - 35 mm[3],[4]
- Longueur de pellicule : 533 pieds (162 mètres[4])
- Durée : 9 minutes (à 16 images par seconde)[2]
- Date de sortie : 4 janvier 1909

## Distribution
Les noms des personnages proviennent de l'Internet Movie Database.
- Marion Leonard : Mme Holland
- Clara T. Bracy
- Mack Sennett : un policier
- David Miles
- Harry Solter : M. Holland
- Anita Hendrie : Margie, la cuisinière[3],[5]
- George Gebhardt : un policier[3],[5]

## Autour du film
Les scènes du film ont été tournées les 25 et 27 novembre 1908 dans le studio de la Biograph à New York.

### Source
- Jean-Loup Passek et Patrick Brion, D.W. Griffith : Le Cinéma, Paris, Cinéma/Pluriel - Centre Georges Pompidou, 1982, 216 p. (ISBN 2-86425-035-7)